# Màscara de Sargon

Zona d'influència de l'Imperi d'Accad a l'època del rei Sargon.

La màscara de Sargon és una màscara humana i feta de bronze datada de l'any 2250 aC i pertanyent a l'època de l'Imperi d'Accad, un gran regne de Mesopotàmia format a partir de les conquestes de Sargon d'Accad i que mantingué l'hegemonia durant 140 anys entre els segles segle xxiv i segle xxiii aC —en què es van succeir cinc monarques tals com el propi Sargon, els seus fills Rimuix i Manixtuixu, el seu net Naram -Sin i el fill d'aquest darrer, Xar-Kali-Xarri.
La peça fou trobada al temple d'Ishtar, de l'antiga ciutat de Nínive, a prop de l'actual Mossul, al nord de l'Iraq. Es tracta d'una màscara realitzada en mida natural i de 36 cm, coronada amb una lligadura a la seva part superior i feta de bronze fos amb incrustacions. Alguns experts asseguren que la màscara no reflecteix el rostre del rei Sargon d'Acad, sinó el del seu net Naram -Sin.

La màscara es trobava exposada al Museu Nacional de l'Iraq, a Bagdad, fins que l'any 2003 va ser saquejada amb altres centenars de peces d'art mesopotàmic, com a conseqüència de la invasió de l'Iraq de 2003. D'ençà llavors, roman en parador desconegut.